# Аласія
35°06′00″ пн. ш. 33°26′00″ сх. д. / 35.1° пн. ш. 33.433333333333° сх. д.

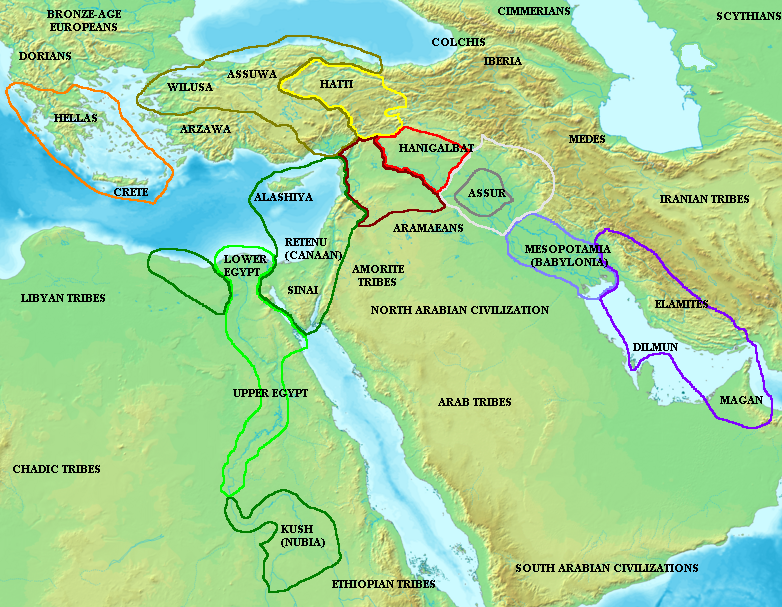
Карта Східного Середземномор'я в Амарнський період (біля XIV–XII ст. до н. е.)

Аласія або Алашія (сучасний Енгомі) — це назва, яку народи східного Середземномор'я у ІІ тис. до н.е., можливо, приписували острову Кіпру. Топонім засвідчено в низці королівських текстів і написів.
Вперше він з'являється на клинописних табличках ХІХ - ХVII ст. до н.е. у Марі, Алалах та Вавилонії, які стосуються торгівлі та угод щодо міді або бронзи, що походять з Аласії. Більшість текстових згадок про Аласію походять з економічних та дипломатичних документів XVII - XII ст. до н.е., хоча жодна з них не була знайдена на Кіпрі. Також існує багато аккадських клинописних табличок, знайдених в Угариті та Амарні в долині Нілу (Амарнських листів), стосуються постачання міді з регіону Аласія. Інше королівське листування підтверджує регулярні комунікації Аласії, торгових посланців та дипломатичні зв'язки з Єгиптом, Угаритом та Хетами, тоді як хетські тексти вихваляються завоюванням землі Аласія.
З дипломатичних договорів і взаємних угод випливає, що Аласія була високорозвиненою, об'єднаною державою, якою правив один цар, принаймні протягом XIV - XIII ст. до н.е., і важливою військово-морською "базою" серед великих держав Східного Середземномор'я. Соціальні та економічні умови передбачали густонаселений і процвітаючий регіон на території Кіпру пізньої бронзової доби, де було поширено виробництво та експорт міді з широкою торгівельною мережею зі Сходом і Заходом. Це зробило острів більш привабливим варіантом для створення центру держави Аласії, ніж інші прибережні альтернативи в Кілікії та Північній Сирії.
Нещодавні петрографічні та хімічні дослідження листів з Амарни, надісланих з Аласії, вказують на те, що вони походять з району, розташованого на краю гір Троодос на Кіпрі. Ці результати вказують на відчутний матеріальний зв'язок між державою Аласія та островом. Епітет Alasiôtas, згаданий на двомовному написі з Тамасоса IV ст. до н.е., надає додаткове підтвердження ідентифікації Аласії з Кіпром. У лінійному письмі Б з'являються етнічні прикметні/особисті імена «Alasijos» і «Kyprios», що правдоподібно свідчить про те, що ці два топоніми були відомі на Кіпрі, причому перша використовувалася на сході, а друга - на заході.
Дослідження сучасних істориків показали, що глина, на якій написані листи правителя Аласії єгипетському фараонові, видобувалася на острові Кіпр, з родовищ поблизу сучасних міст Калавасос й Аласа, тому переважна більшість сучасних істориків ототожнюють Аласію з Кіпром, де в зазначений період існували держави спочатку мінойців, потім тевкрів (ті та інші використовували кіпро-мінойське письмо).
Те, що Кіпр називався «Аласія», підтверджується написом «Аполлон Аласіотський» («ΑΠΟΛ(Λ)ΩΝ ΤΩΙ ΑΛΑΣΙΩΤΑΙ»), виявленого на постаменті статуї скульптури Плітоса, яке Апсасомос присвятив Аполлонові з Аласоти.

## Правителі Аласії
З правителів Аласії відомі лише двоє. Це Кушмешуша, сучасник царя Угариту Нікмаду III (кін. XIII ст. до н. е.), та Хатіба, згадуваний (близько 1050 р. до н. е.) у звіті про подорож у країнах Левантійського узбережжя єгиптянина Уну-Амона. Цариця (чи принцеса) Хатіба була сучасницею правителя Верхнього Єгипту Херіхора і царя Єгипту Смєндєса (Несубанебджеда).